# Ivo Vidan
Ivo Vidan (Zagreb, 24. siječnja 1927. – Zagreb, 26. ožujka 2003.) bio je hrvatski književni kritičar i teoretičar, prevoditelj, esejist te vodeći stručnjak za anglistiku. Bio je dugogodišnji pročelnik Katedre za anglistiku na Filozofskom fakultetu u Zagrebu. 

## Životopis
Rođen je u Zagrebu 1927. godine. U Zagrebu je završio Studij anglistike i filozofije na Filozofskom fakultetu. Doktorirao je na Sveučilištu u Nottinghamu u Engleskoj tezom o strukturi djela Josepha Conrada. Bio je redovni profesor engleske i američke književnosti na Filozofskom fakultetu u Zagrebu. Radio je kao asistent i docent na Filozofskom fakultetu u Sarajevu. Bio je gost profesor na američkim sveučilištima Yale i Columbiji.
Umro je 2003. godine u Zagrebu. Vidan je bio židovskog podrijetla.

## Djela
Nepouzdani pripovjedač, Zagreb, 1970.
Roman struje svijesti, Zagreb, 1971.
Tekstovi u kontekstu, Zagreb, 1975.
Povijest svjetske književnosti sv. 6, Zagreb, 1976. (ur.)
Engleski intertekst hrvatske književnosti, Zagreb, 1995.
Uliks Jamesa Joycea: Krik i bijes Williama Faulknera, Zagreb, 1996.
Tumačiti auru, Zagreb, 2003. (objavljeno posmrtno)